# Редіу (Скинтея, Ясси)
Редіу (рум. Rediu) — село у повіті Ясси в Румунії. Входить до складу комуни Скинтея.
Село розташоване на відстані 296 км на північний схід від Бухареста, 29 км на південь від Ясс.

## Населення
За даними перепису населення 2002 року у селі проживали 259 осіб, усі — румуни. Усі жителі села рідною мовою назвали румунську.